# لورانو رویز
لورانو رویز (انگلیسی: Laureano Ruiz؛ زادهٔ ۲۱ اکتبر ۱۹۳۷) بازیکن فوتبال اهل اسپانیا است.
از باشگاه‌هایی که در آن بازی کرده‌است می‌توان به باشگاه فوتبال راسینگ سانتاندر اشاره کرد.